# Cassoday (Kansas)
Pour les articles homonymes, voir Cassoday.
Cassoday est une ville américaine située dans le comté de Butler, au Kansas. Selon le recensement de 2020, sa population est de 113 habitants.